# Слуцкий, Леонид Эдуардович
Леони́д Эдуа́рдович Слу́цкий (род. 4 января 1968, Москва, РСФСР, СССР) — российский политический деятель. Председатель Либерально-демократической партии России с 27 мая 2022 года.
Руководитель фракции ЛДПР в Государственной думе Федерального собрания Российской Федерации с 18 мая 2022 года. Председатель комитета Госдумы по международным делам с 5 октября 2016 года.
Депутат Государственной думы с 2000 года по настоящее время, член фракции ЛДПР. Доктор экономических наук. Заведующий кафедрой международных отношений факультета политологии МГУ имени М. В. Ломоносова и кафедрой международных отношений МЭСИ. С марта 2020 г. является президентом факультета мировой политики МГУ. Чрезвычайный и полномочный посол (2022).
С 2002 года — председатель правления международного общественного фонда «Российский фонд мира».
С 2014 года находится в санкционных списках США, стран Евросоюза и ряда других стран за поддержку использования российских вооружённых сил на Украине, поддержку аннексии Крыма и вторжения России на Украину.
В 2018 году стал центральным фигурантом первого в истории Госдумы РФ сексуального скандала, широко освещавшегося в российской и международной прессе и ставшего причиной солидарного «бойкота» депутата рядом СМИ.
В 2022 году был одним из представителей России на российско-украинских переговорах после российского вторжения на Украину.
Принимал участие в президентских выборах 2024 года как кандидат на должность президента России от ЛДПР. По результатам выборов набрал 3,20 % и занял последнее место.

## Биография
Родился 4 января 1968 года в Москве. Его отец, Эдуард Слуцкий, имел высокие связи в Совмине. Карьера Леонида Слуцкого связана с бывшим заместителем Юрия Лужкова и нынешним депутатом Госдумы Владимиром Ресиным. Их близкие отношения (по словам думских собеседников, они «вместе прибывают [в парламент], ходят рука об руку») даже породили в Госдуме слухи о том, что Слуцкий — внебрачный сын Ресина. Про отца депутат, по словам его знакомого, не рассказывает даже в ближайшем окружении, зато Ресина в частных разговорах называет «папой».

### Образование, научная и преподавательская деятельность
После выпуска из средней школы поступил в Московский станкоинструментальный институт и окончил его в 1990 году. На срочную службу не призывался (в отличие от большинства студентов тех лет).
В 1994—1997 годах — председатель совета директоров Промышленно-инвестиционного банка, в 1997—1999 годах — заместитель председателя правления Уникомбанка (в мае 1999 у банка была отозвана лицензия).
В 1996 году окончил Московский экономико-статистический институт (МЭСИ) по специальности «менеджмент организации». В 1998 году защитил кандидатскую диссертацию  на тему «Методология статистического изучения социально-демографической структуры потребителей», став кандидатом экономических наук.
В 2001 году защитил докторскую диссертацию на тему «Развитие малого предпринимательства в современной российской экономике», доктор экономических наук.
В 2001—2015 годах заведовал кафедрой мировой экономики и международных отношений МЭСИ, с 2015 года является завкафедрой международных отношений и интеграционных процессов МГУ.
26 марта 2020 года назначен президентом факультета мировой политики МГУ имени М. В. Ломоносова.

### Предпринимательская и политическая деятельность

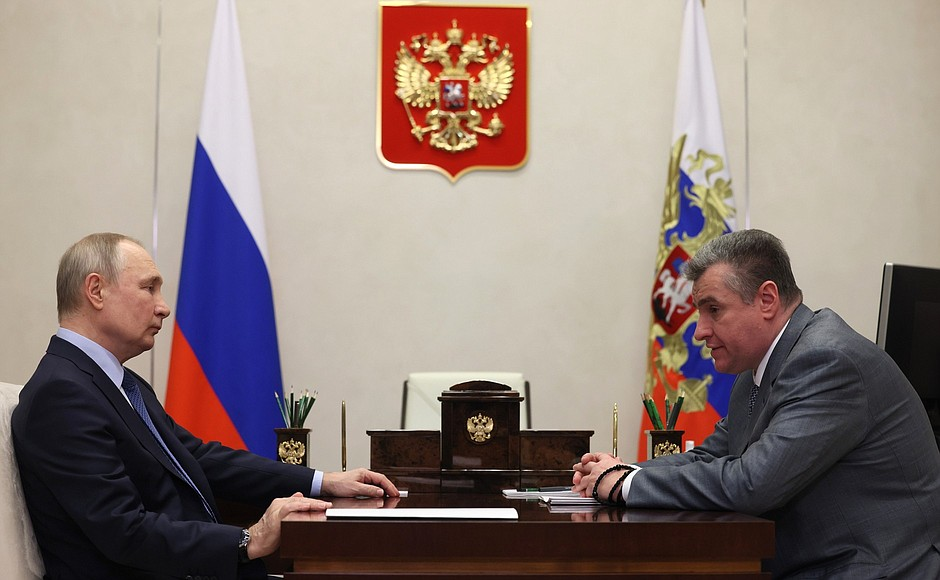
Встреча Президента России Владимира Владимировича Путина с лидером ЛДПР Леонидом Слуцким в государственной резиденции Ново-Огарёво, 2023 г.

В 1988—1989 годах — заместитель секретаря комитета ВЛКСМ института.
В 1990—1991 годах — заведующий сектором аппарата Президиума Верховного Совета РСФСР.
С  1992 по 1993 год — советник мэра Москвы Юрия Лужкова.
В 1994 году — руководитель секретариата заместителя председателя Государственной думы Александра Венгеровского. В ЛДПР Слуцкого, по утверждениям Жириновского, привёл Алексей Митрофанов. По одной из версий, при жизни Жириновского попал в выборный список как спонсор партии, который работал «по высокому тарифу», ежегодно принося партии сумму около 300 тысяч долларов за сохранение себя в структуре.
Член рабочей группы при президенте России по вопросам восстановления объектов культурного назначения, иных культовых зданий и сооружений (распоряжение Президента Российской Федерации № 781-рп от 25 ноября 2009 года). Секретарь рабочей группы при президенте по подготовке празднования 700-летия со дня рождения преподобного Сергия Радонежского (распоряжение Президента Российской Федерации № 844-рп от 6 декабря 2010 года). Член Совета при президенте по делам казачества. Президент международного общественного фонда «Кронштадтский морской собор во имя святителя Николая Чудотворца».
В 2016 году избран депутатом Госдумы от ЛДПР пятый раз подряд.
В 2017 году организовал поездку депутатов Госдумы вместе с членами ПАСЕ в Сирию. С европейской стороны в делегацию вошли порядка десяти парламентариев из Испании, Италии, Чехии, Сербии и Бельгии, в том числе председатель ПАСЕ Педро Аграмунт. В рамках этого визита делегация посетила российскую авиабазу Хмеймим и встретилась в Дамаске с президентом Сирии Башаром Асадом.
По словам Слуцкого, он является организатором визитов французских парламентариев в Крым в 2015, 2016 и 2019 годах. Французские депутаты и сенаторы, которые стали первыми европейскими политиками, побывавшими в Крыму с момента его аннексии Россией, сделали это по его приглашению.
В марте 2020 года Леонид Слуцкий обратился к политическим деятелям и парламентариям стран мира с призывом отказаться от односторонних санкций, предпринятых в обход ООН, для эффективной борьбы с пандемией коронавируса в мире. Обращение Слуцкого поддержал Генеральный секретарь ООН Антониу Гутерриш. В ответном письме на имя Л. Слуцкого он призвал страны — члены ООН, в том числе и Россию, профинансировать глобальный план по гуманитарному реагированию на вспышку COVID-19.
19 декабря 2023 года был выдвинут ЛДПР кандидатом в президенты России на выборах 2024 года. 25 декабря 2023 года Слуцкий подал документы в ЦИК для участия в президентских выборах 2024 года от партии «ЛДПР». 28 декабря 2023 года ЦИК разрешила открыть избирательный счёт и принял решение о регистрации уполномоченных, среди которых вице-спикер Государственной думы Борис Чернышов. Для участия в выборах Слуцкому как кандидату от парламентской партии собирать подписи избирателей в свою поддержку не потребовалось.
30 декабря 2023 года Леонид Слуцкий начал свою предвыборную кампанию с города Анадырь Чукотского автономного округа, где прошла встреча кандидата с губернатором региона Владиславом Кузнецовым.
1 января 2024 года Слуцким поданы документы в ЦИК для регистрации кандидатом в президенты.
5 января 2024 года Центризбирком РФ зарегистрировал Леонида Слуцкого в качестве кандидата в президенты России от партии ЛДПР. Политик заявил, что планирует посетить не менее 30 регионов России, в ходе чего сформирует свою предвыборную повестку на основе проблем россиян.
В марте 2024 года после теракта в «Крокус Сити Холле» выступил за возвращение смертной казни в России.

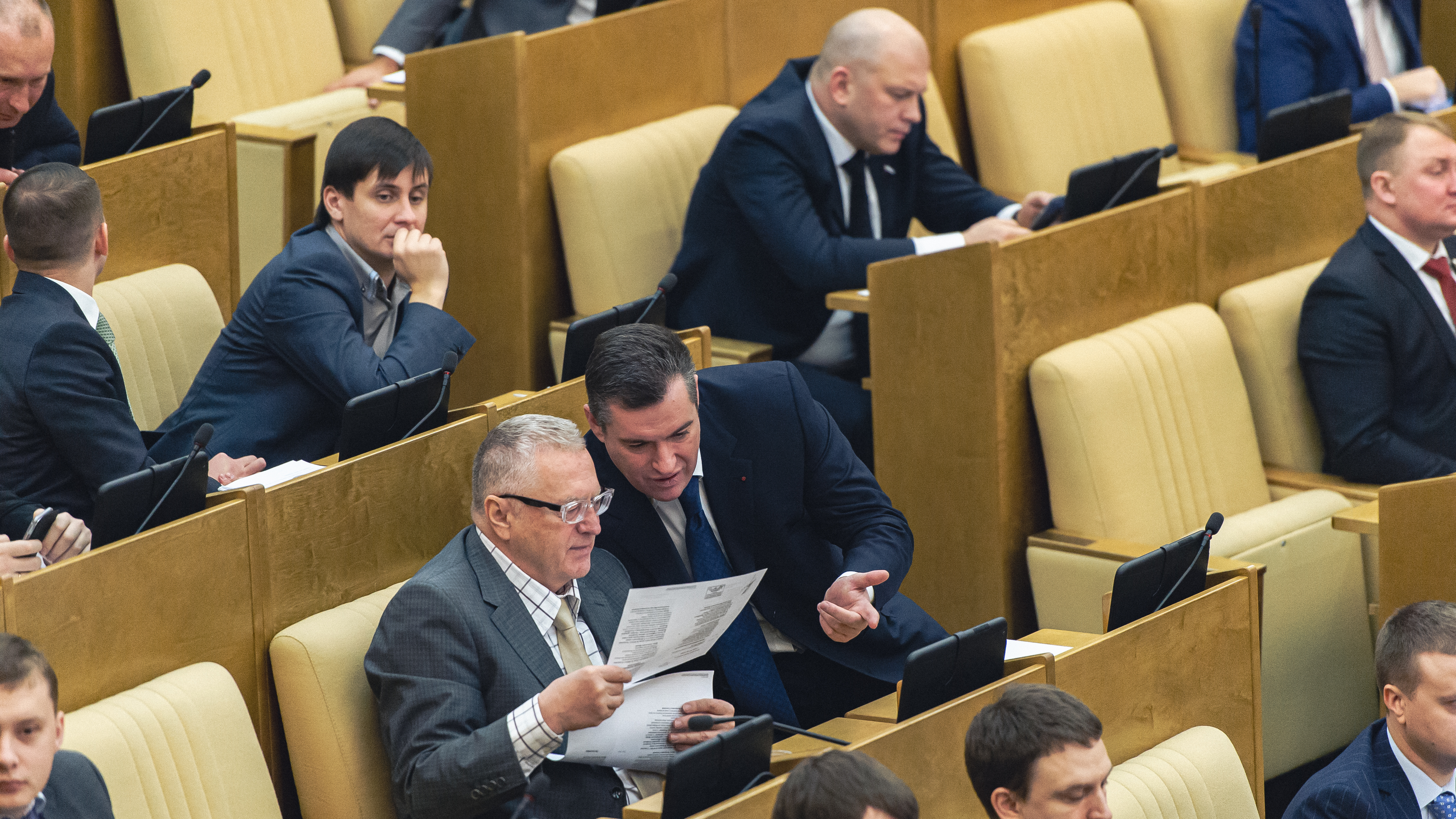
Обсуждение законопроекта ЛДПР перед началом пленарного заседания Госдумы. Председатель Комитета по международной политике Леонид Слуцкий и Председатель ЛДПР Владимир Жириновский, 2012 г.
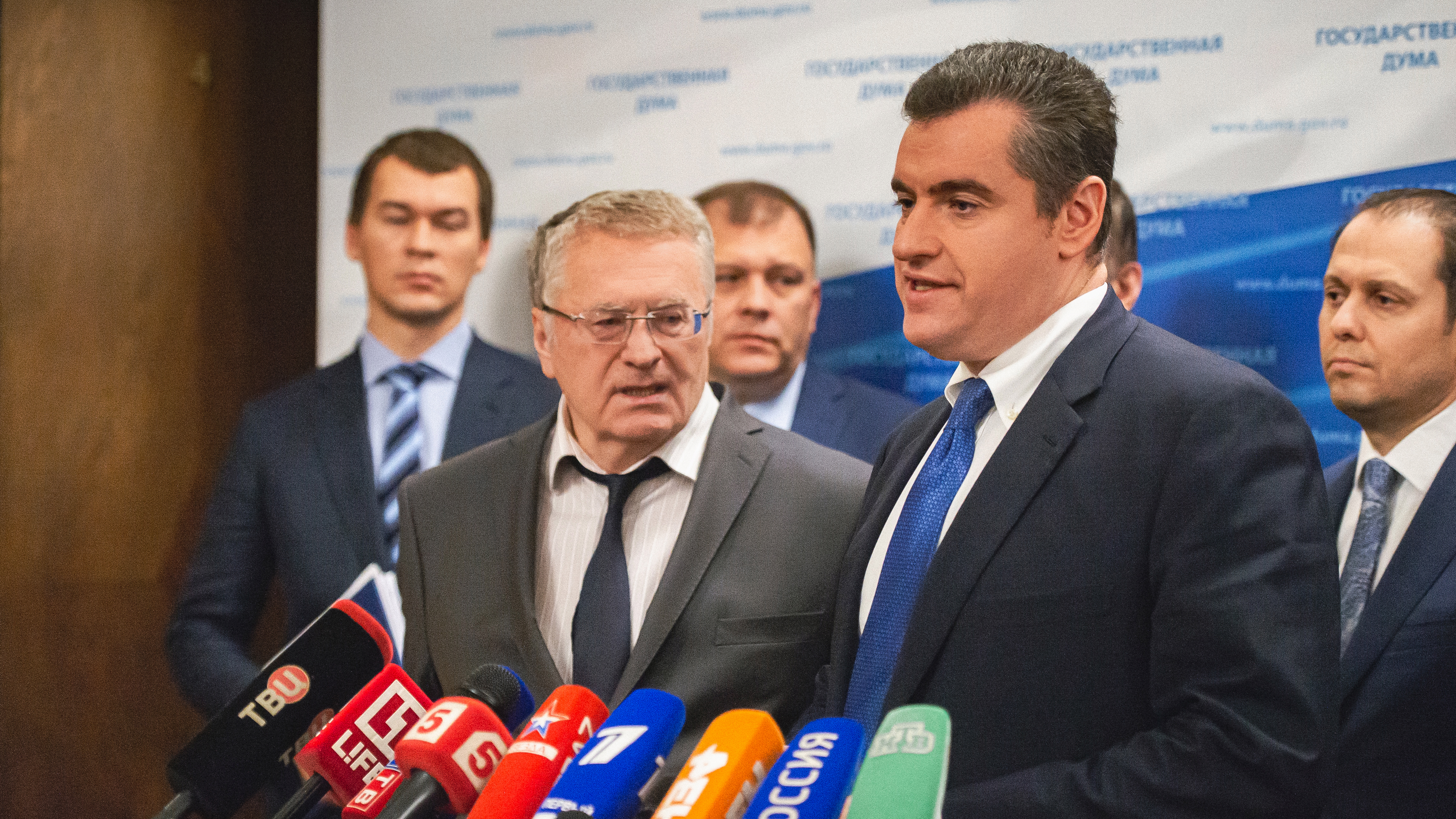
Пресс-подход фракции ЛДПР в Госдуме РФ Председатель Комитета по международной политике Леонид Слуцкий и Председатель ЛДПР Владимир Жириновский, 2013 г.
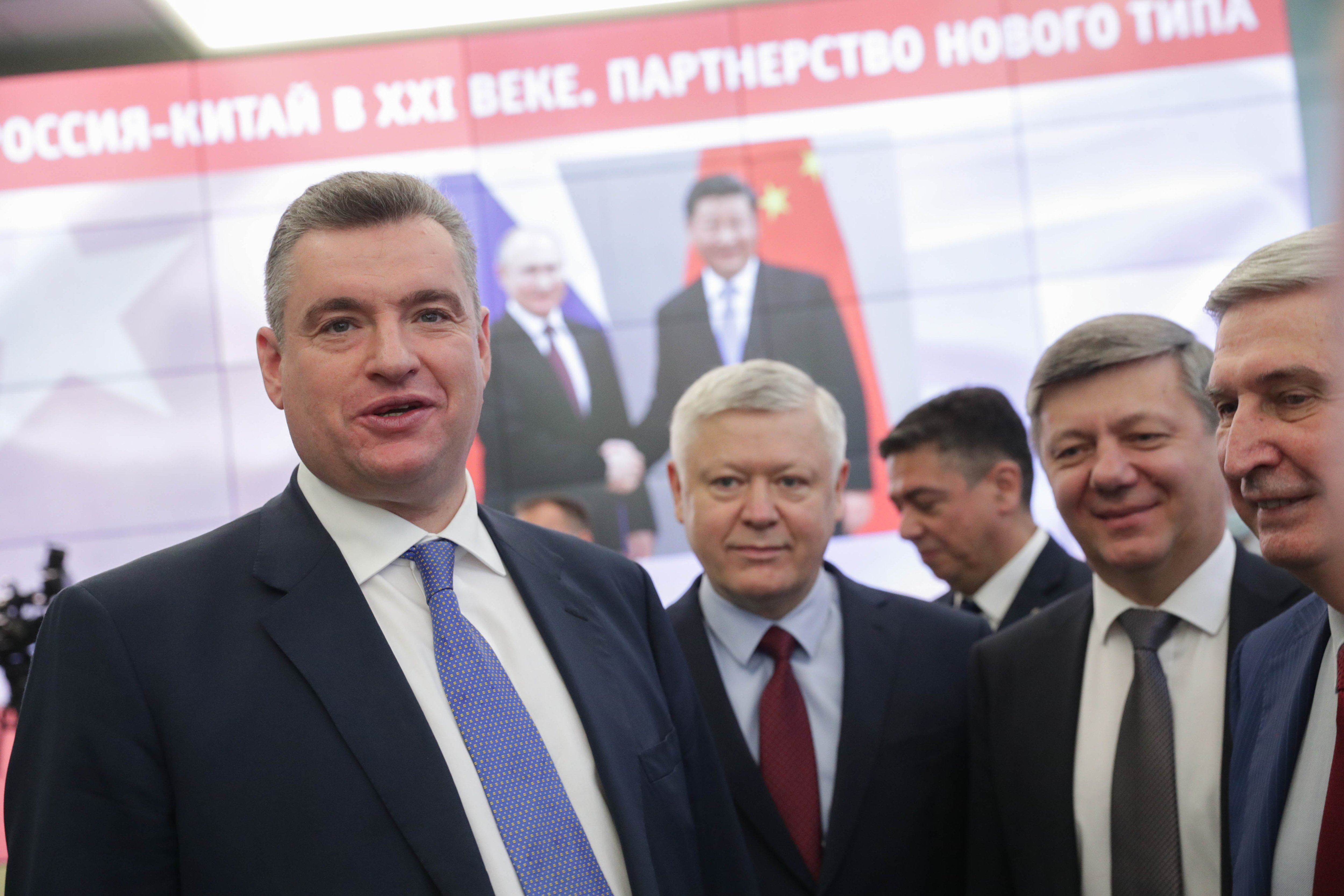
На выставке «Россия — Китай в XXI веке. Партнерство нового типа», 2021 год
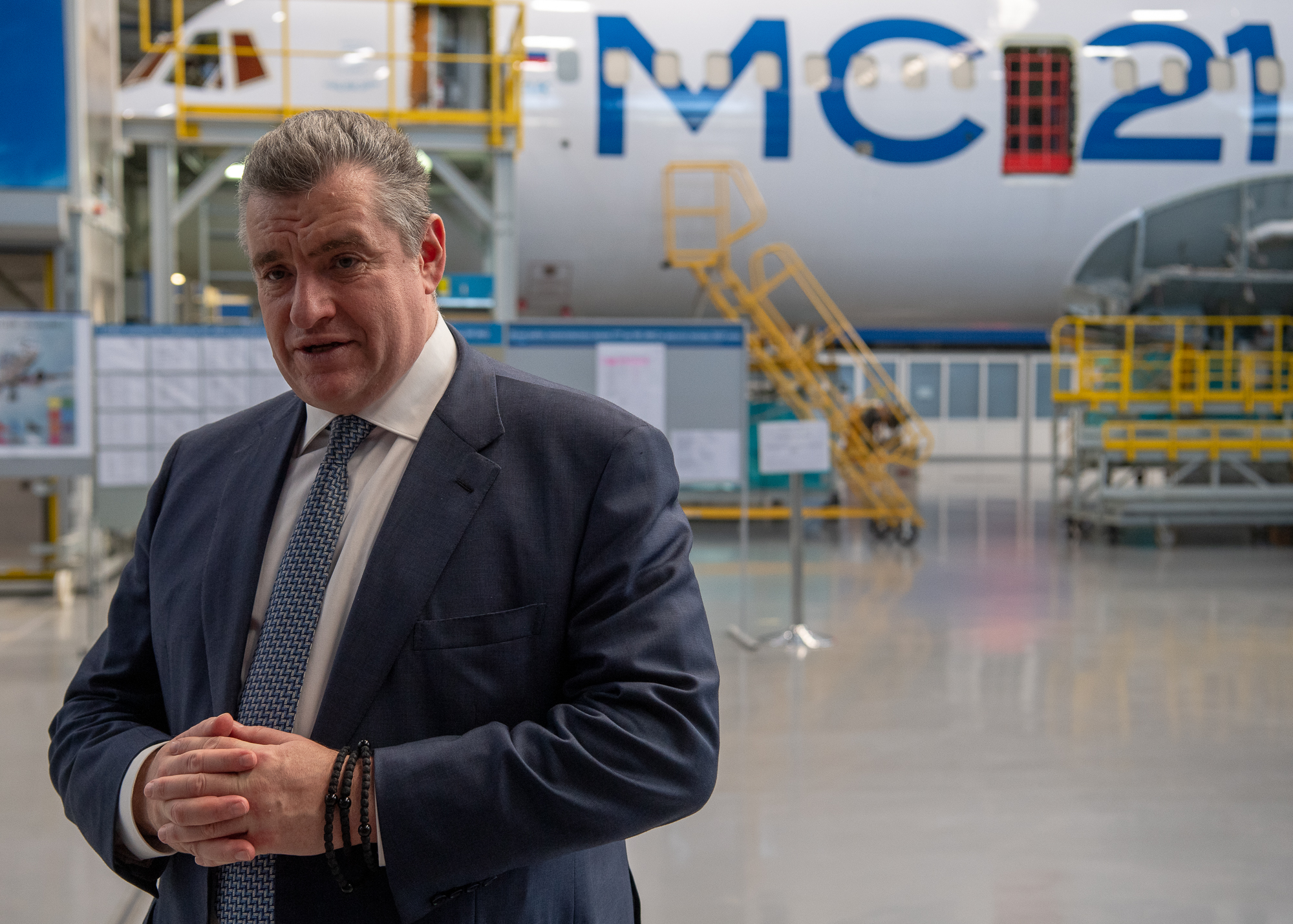
Во время визита делегации ЛДПР на завод «Иркут», 2023 г.
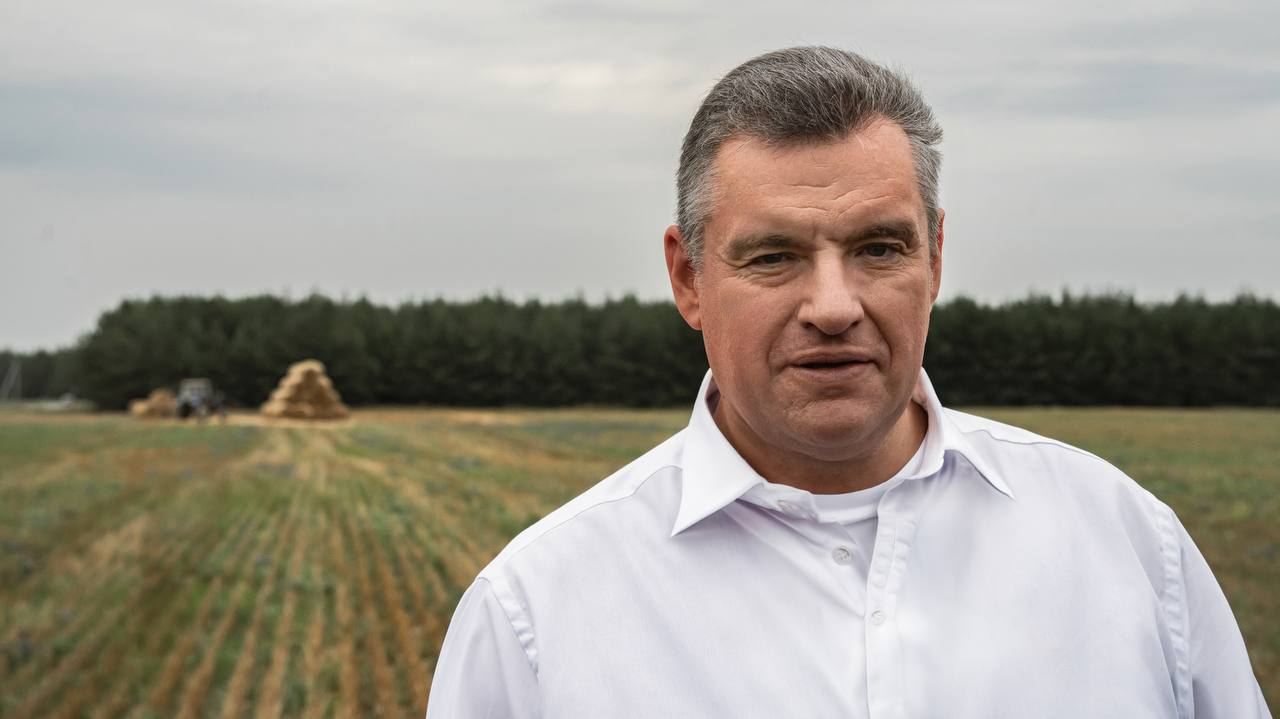
Леонид Эдуардович Слуцкий во время рабочей поездки по России, сентябрь 2023 г.

### Дипломатическая деятельность

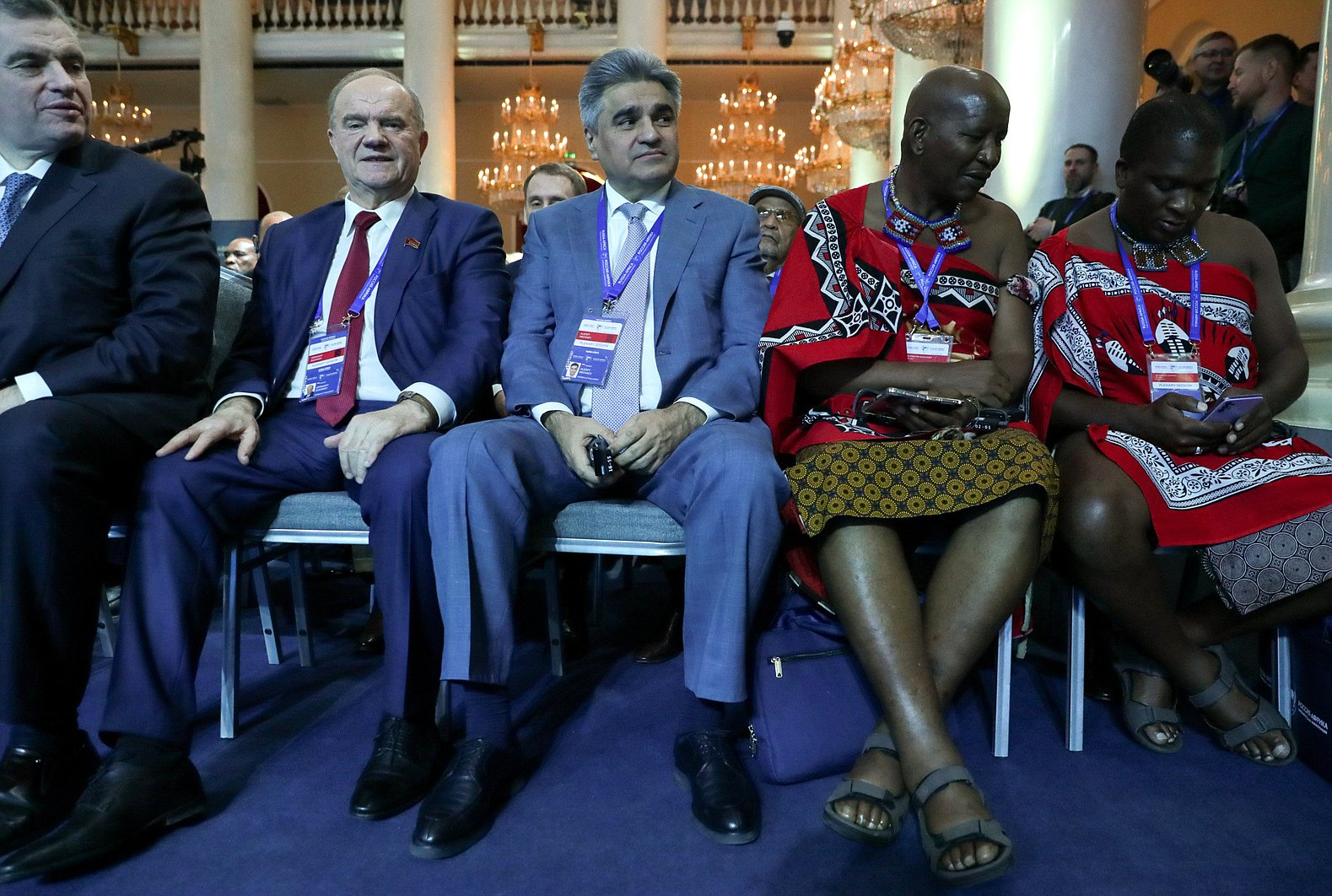
19–20 марта 2023 года в Москве, на площадке Государственной Думы, прошла II Международная парламентская конференция «Россия — Африка»

Как председатель комитета Государственной думы по международным делам проводит работу на африканском и арабском (с государствами Персидского залива) направлении, со странами Азии и Латинской Америки. Принимает участие в различных международных и российских конференциях («Парламентарии за мир», «Всемирный русский народный собор» и др.)[значимость факта?].
С 2000 года и до момента выхода России из Парламентской ассамблеи Совета Европы (ПАСЕ) — заместитель руководителя делегации Федерального Собрания РФ, координатор депутатской группы по связям с парламентом Французской Республики.
2000—2005 — служебные командировки в Чечню, в том числе с докладчиками ПАСЕ по ситуации в Чеченской Республике. В 2007 году принимал деятельное участие в восстановлении экономики и социальной сферы этой республики.
Из тем докладов Л. Э. Слуцкого в ПАСЕ:
- «О деятельности Международного Комитета Красного Креста» (2002);
- «О вступлении Монако в Совет Европы» — после этого мероприятия Княжество Монако было принято в Совет Европы (2004);
- «О закрытии процедуры мониторинга Княжества Монако» (2009) — по результатам доклада впервые в истории ПАСЕ мониторинг Монако был единогласно закрыт.

В 2017 году выступил организатором поездки депутатов Госдумы РФ вместе с членами ПАСЕ в Сирию. С европейской стороны в делегацию вошли порядка десяти парламентариев из Испании, Италии, Чехии, Сербии и Бельгии, в том числе председатель ПАСЕ Педро Аграмунт. В рамках этого визита делегация посетила российскую авиабазу Хмеймим и встретилась в Дамаске с президентом Сирии Башаром Асадом.

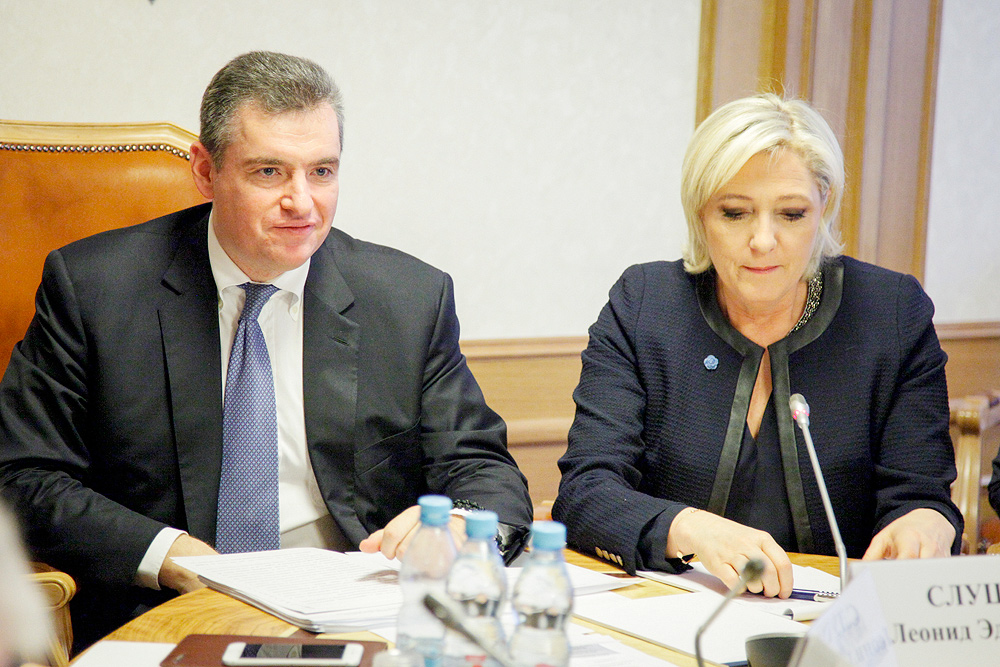
Обсуждение с Марин Ле Пен в Госдуме вопросов развития российско-французских отношений, 2017 г.
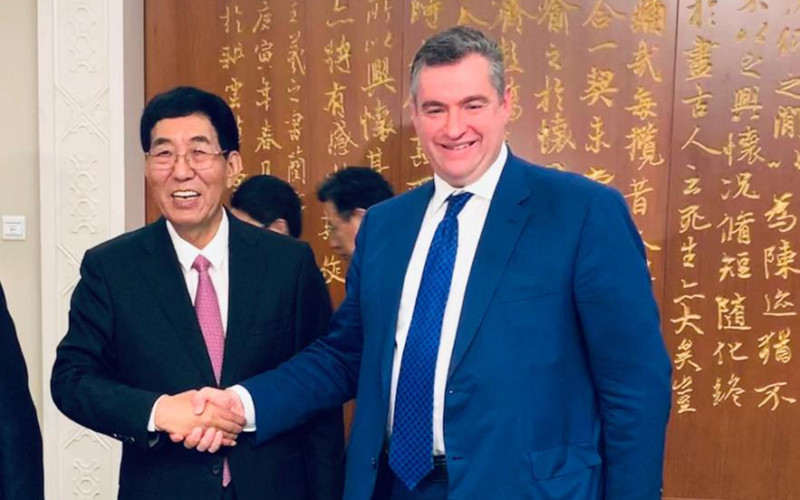
Встреча с Первым секретарем Комитета КПК провинции Цзилинь Баинем Чаолу (кит. упр. 巴音朝鲁, пиньинь Bāyīn Cháolǔ), 2019 г.
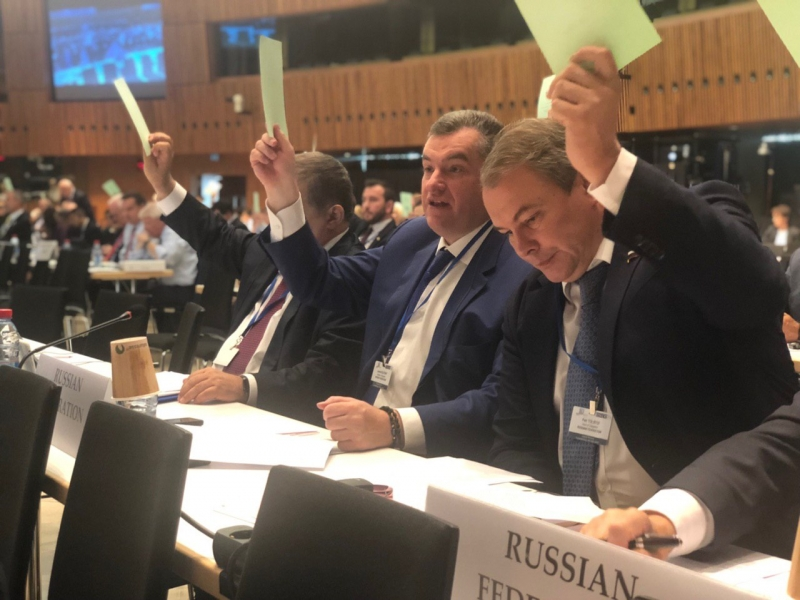
Участие в летней сессии ПА ОБСЕ, 2019 г.

### Общественная деятельность

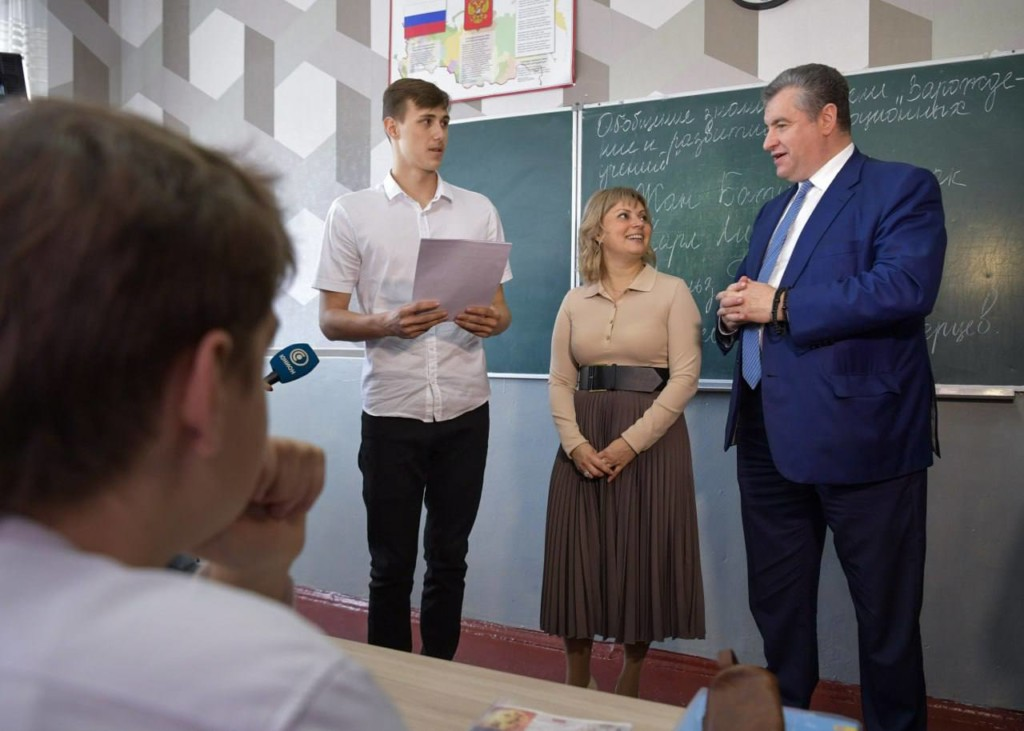
Визит 6 октября 2023 года в макеевскую школу № 49.

С июня 2002 года — председатель правления международного общественного фонда «Российский фонд мира» (РФМ). Основными направлениями его деятельности в РФМ являются: содействие укреплению мира, дружбы и согласия между народами, благотворительность, предотвращение национальных, религиозных и социальных конфликтов, защита прав человека, сохранение окружающей среды, развитие международного сотрудничества, культурных, молодёжных обменов и др.
2009—2013 — член рабочей группы при президенте России по вопросам восстановления объектов культурного назначения, иных культовых зданий и сооружений.
2010—2014 — в составе рабочей группы при президенте по подготовке празднования 700-летия со дня рождения преподобного Сергия Радонежского. Также принимал участие в возращении собственности, принадлежащей Русской Православной Церкви в Эстонии. В настоящее время уделяет внимание нуждам русскоязычного населения в странах Балтии.
2012—2019 — Член Совета при Президенте Российской Федерации по делам казачества.
Президент, член попечительского совета (2023) международного общественного фонда «Кронштадтский морской собор во имя святителя Николая Чудотворца».
Как председатель правления РФМ Леонид Слуцкий принимал участие в полярных экспедициях на Северный полюс и в Антарктиду, также является спикером на форумах по вопросам обеспечения экологической устойчивости, управления экосистемами и сохранения биологического разнообразия природы.
Член Общественного совета Международного военно-музыкального фестиваля «Спасская башня».

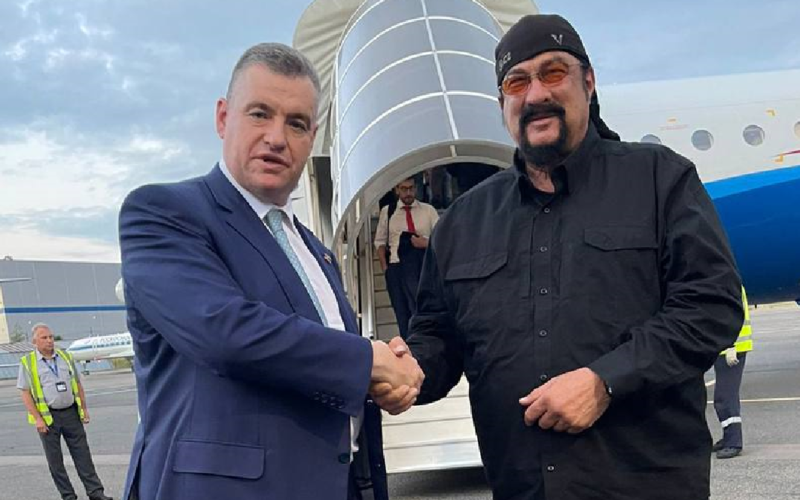
Леонид Слуцкий и Стивен Сигал после совместной поездки в посёлок Еленовка Донецкой Народной Республики, 2022 г.
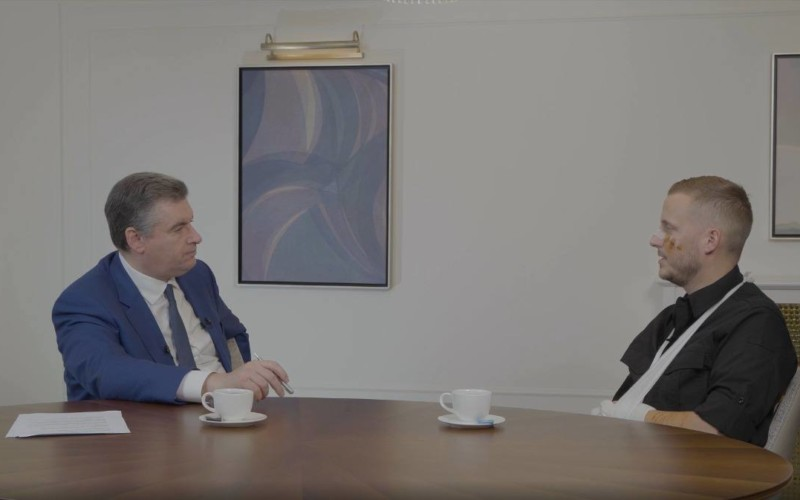
Встреча с французским журналистом и волонтером Адрианом Боке, 2022 г.

### Руководитель ЛДПР
После смерти Владимира Жириновского 6 апреля 2022 года Леонид Слуцкий был назначен исполняющим обязанности руководителя фракции ЛДПР в Государственной думе. Решение было принято членами партии единогласно на заседании.
17 мая полномочия Жириновского в качестве депутата Государственной думы были официально прекращены. 18 мая Слуцкий большинством голосов был избран руководителем фракции ЛДПР в Государственной думе.
На внеочередном съезде партии 27 мая 2022 года единогласно избран председателем ЛДПР на безальтернативной основе.

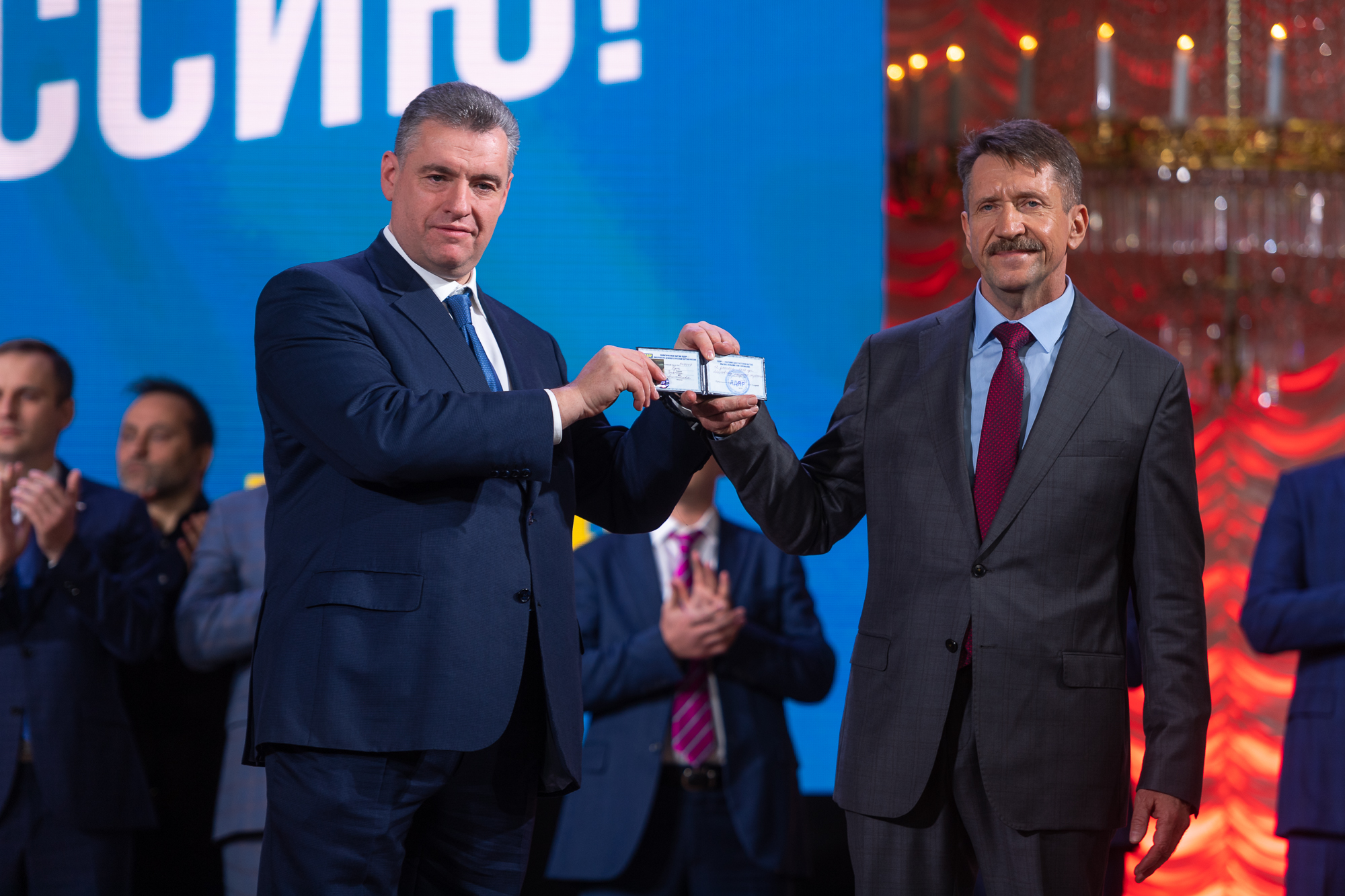
Всероссийский слёт Политической партии ЛДПР. Председатель ЛДПР Леонид Слуцкий вручает партбилет Виктору Буту 12 декабря 2022 г.
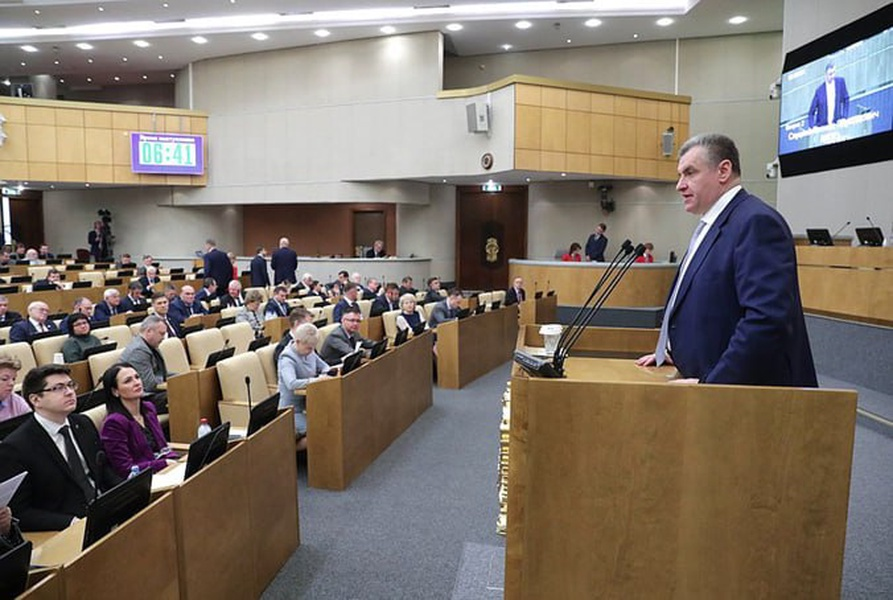
Выступление Л. Э. Слуцкого на пленарном заседании Государственной думы РФ по вопросу приостановления российско-американского Договора о мерах по дальнейшему сокращению и ограничению стратегических наступательных вооружений или СНВ-3. 2023 год.
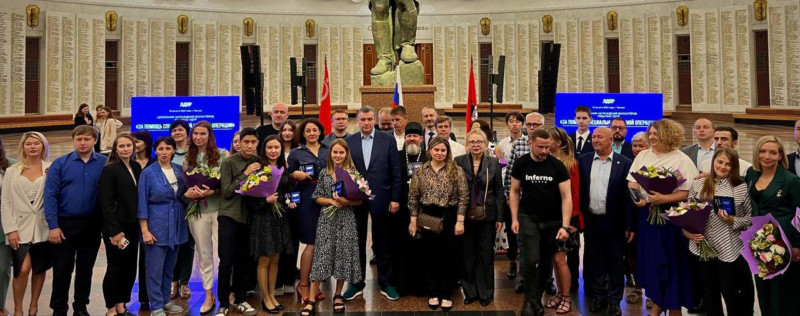
Награждение волонтёров медалями ЛДПР «За помощь специальной военной операции». Зал Славы Музея Победы, 2023 г.

Президентская кампания 2024 года
Президентская кампания Леонида Слуцкого (2024)

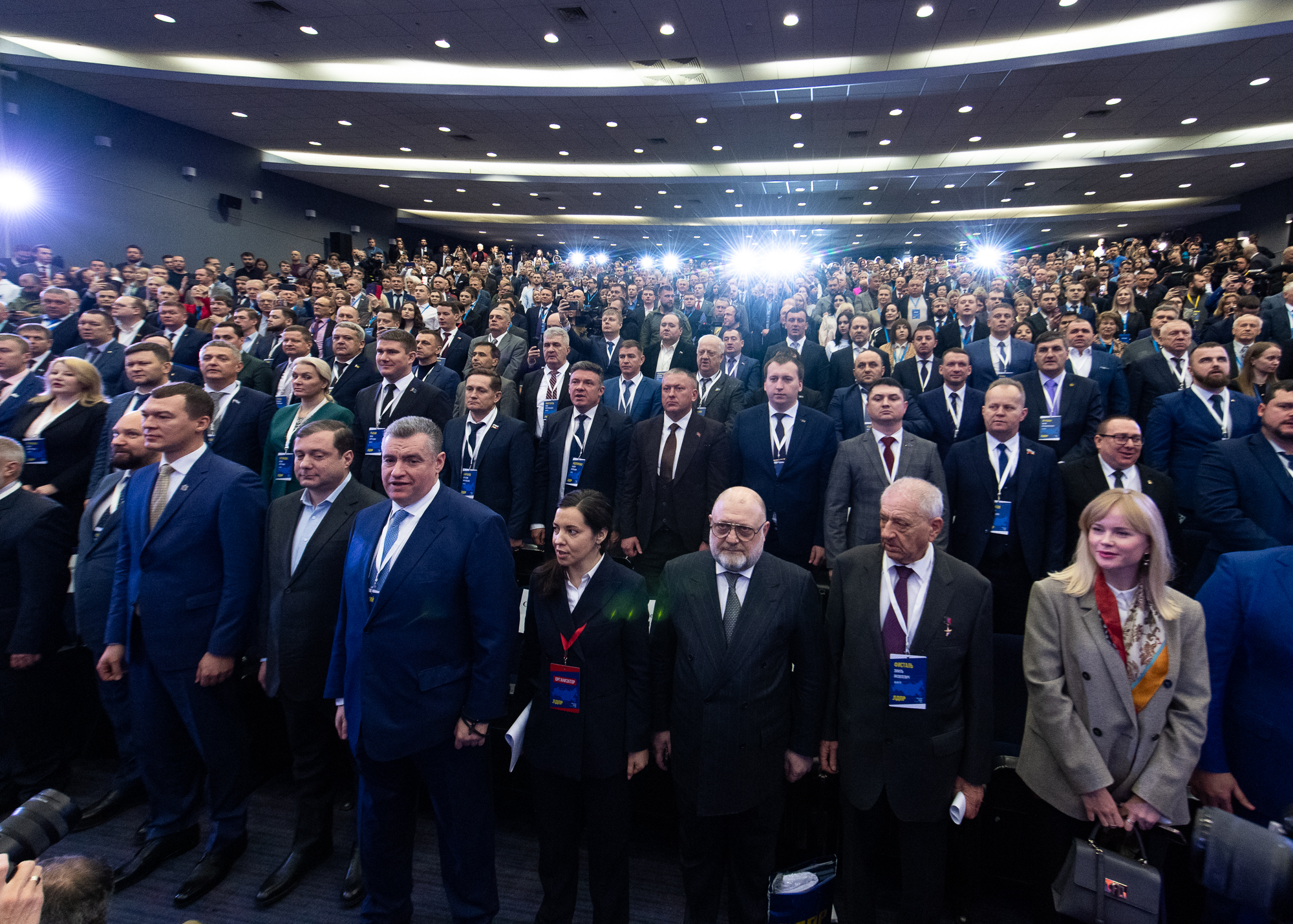
Выдвижение на должность кандидата в Президенты РФ от ЛДПР Леонида Слуцкого. Внеочередной XXXV Съезд ЛДПР, 19 декабря 2023 г.

19 декабря 2023 года подал заявление в ЦИК на участие в президентских выборах 2024 года как лидер парламентской партии. 5 января 2024 года был зарегистрирован в качестве кандидата. В своей предвыборной агитации использует лозунг «Дело Жириновского живет», что представляется некоторым политическим комментаторам как попытка обновления политического рейтинга путем частого использования фамилии его популярного предшественника.

### Связь с Азербайджаном
Благодаря своим зарубежным поездкам Слуцкий сдружился с высокопоставленными азербайджанскими чиновниками. Установил тесные связи с президентом Азербайджана Ильхамом Алиевым — которого называл его близким другом, а в 2016-м, став главой комитета по международным делам, первым делом отправился в Баку. В свою очередь оппозиционные СМИ обратили внимание, что траты семьи Слуцких намного превышают их задекларированные доходы. В 2019 году «Фонд по борьбе с коррупцией» опубликовал ещё одно расследование о Леониде Слуцком, в котором рассказал, как жена депутата приобрела в 2018 году автомобиль Bentley Mulsanne, использовав для этого беспроцентный кредит в 25 миллионов рублей, выданный азербайджанским предпринимателем Мардахаем Юшваевым. В одной из социальных сетей, дочь Слуцкого Лидия демонстрируя дорогие брендовые вещи, сделала запись о представителе диаспоры азербайджанских горских евреев миллиардере Года Ниссанова, написав "Когда папин лучший друг — владелец «Европейского». На другой записи опубликованной Лидией выяснлось что семья Слуцкий присутствовала на еврейско-азербайджансккой свадьбе, где женихом был горский еврей Рудольф Захарьяев, сын вице-президента всероссийского еврейского конгресса. Как отмечают СМИ в тиктоке Лидии есть и другие указания на тесное общение семьи Слуцкого с кланом азербайджанских горских евреев, которые во главе с миллиардером Годом Ниссановым являются ключевыми лоббистами интересов Азербайджана в России.

## Критика

### Обвинения в сексуальных домогательствах
В феврале 2018 года корреспондент Русской службы Би-би-си Фарида Рустамова, продюсер телеканала «Дождь» Дарья Жук и журналистка RTVi Екатерина Котрикадзе через телеканал «Дождь» и сайт BBC обвинили Леонида Слуцкого в сексуальных домогательствах. Скандальные публикации получили широкое освещение в СМИ на протяжении всей весны.
Слуцкий заявил, что сделать из него российского Харви Вайнштейна не удастся, назвал выдвинутые обвинения «заказухой» и «низкопробной провокацией» и пригрозил телеканалу «Дождь» судебным иском. В защиту коллеги выступили ряд депутатов и политиков, в том числе «женский клуб» Госдумы и председатель Госдумы Вячеслав Володин, связавший обвинения Слуцкого с политическим заказом, а также глава Чеченской Республики Рамзан Кадыров и французская певица Мирей Матьё. В тот же день о «своей истории» с участием Слуцкого вспоминала директор Департамента информации и печати МИД РФ Мария Захарова. Позднее в интервью журналу «Esquire» Захарова пояснила своё впечатление об общении со Слуцким: «Мне что-то не понравилось (хотя он ничем меня не оскорбил), я объяснила, что мне такой стиль не близок. И сделала это сразу. И все присутствовавшие при этом — как мужчины, так и женщины — промолчали. Мы уже много лет общаемся с Лёней, и кроме уважения и дружеского отношения я ничего от него не видела. Хотя, повторю, начало общения мне показалось, как минимум, экстравагантным».
Поддержала журналисток в скандале со Слуцким депутат-единоросс Оксана Пушкина, отметившая в телеинтервью РБК по личному опыту и наблюдениям, что факты приставания к женщинам в Госдуме случались и раньше, однако не становились достоянием общественности.
8 марта 2018 года в своём «Фейсбуке» Слуцкий попросил прощения у тех женщин, «кому когда-либо вольно или невольно причинил любые переживания». Позднее выяснилось, что данную публикацию размещал помощник Слуцкого, который потом был уволен. Данные извинения Росбизнесконсалтинг связал с сексуальным скандалом в Госдуме.
В конце февраля работающие в парламенте журналисты попросили председателя Госдумы Володина обсудить поведение Слуцкого. 21 марта 2018 года думская Комиссия по этике во главе с депутатом четырёх созывов Отари Аршбой рассмотрела обвинения и письменные объяснения Слуцкого и не усмотрела нарушений в поведении депутата. В заявлении после заседания Аршба отметил, что комиссия впервые встретила подобные обвинения и рассматривала фактически слово заявительниц против слова Слуцкого, а также подчеркнул право журналисток обратиться в правоохранительные органы с материалами и доказательствами, которые рассмотрела комиссия.
Реагируя на решение комиссии, ряд ведущих СМИ объявили «бойкот» Слуцкому, а некоторые обещали прекратить работу с нижней палатой в целом. Издания «Ведомости» и Meduza в редакционных комментариях посчитали происходящее символом безнаказанности и кастовой системы нынешней власти в России и указали, что Слуцкий должен сложить полномочия.
В мае 2018 года Transparency International Россия, ряд учёных Высшей школы экономики и три организации по защите прав женщин в контексте истории Слуцкого направили в Госдуму обращения о необходимости ввести ответственность за «сексуальные домогательства» депутатов.
13 июня 2018 года Слуцкий впервые рассказал свою версию произошедшего в интервью «Снобу», где изложил мнение, что вся эта ситуация стала «прививкой» для российской политики, кампания против него была «срежиссированной», а «девушки сами стали жертвой провокации иного рода». Он также выразил готовность принять все необходимые меры для решения сложившегося конфликта: «Я хочу самым искренним образом извиниться перед этими девушками, если я сказал или сделал что-то неприятное для них. Готов встретиться и обсудить ситуацию».
В июне 2019 года сексуальный скандал в Госдуме упоминался в качестве одной из причин поражения Слуцкого на выборах вице-президента Парламентской ассамблеи Совета Европы (154 голоса депутатов ПАСЕ «против», 105 голосов «за»).

### Расследование Навального
8 марта 2018 года Алексей Навальный и Фонд борьбы с коррупцией опубликовали расследование о собственности Леонида Слуцкого и обвинили депутата в незаконном обогащении, так как у семьи нет официального бизнеса, а суммарные доходы семьи не позволяют владеть автомобилями (только два Bentley стоят около 30 млн рублей). В том же расследовании указывается, что Леонид Слуцкий на протяжении 10 лет арендует прилегающий к даче лесной участок на Рублёвке площадью один гектар и ни разу его не задекларировал. ФБК направил запрос в профильный комитет Госдумы и попросил по результатам расследования прекратить депутатские полномочия Леонида Слуцкого.

### Нарушение правил дорожного движения
В расследовании Алексея Навального и ФБК приводятся сведения, что в период с июня 2017 года по март 2018 года Mercedes-Maybach S500 Слуцкого нарушил правила дорожного движения 825 раз (среди нарушений есть езда по встречной полосе), получив штрафов на 1,4 млн рублей, что составляет около 40 % официального дохода.
Ранее «Новая газета» сообщала, что 1 июня 2013 года сотрудники Главного управления собственной безопасности МВД задержали двух инспекторов ГИБДД, которые на автомобиле с включёнными «маячками» подвозили Леонида Слуцкого в аэропорт. Слуцкий отказался объяснить своё пребывание в служебном автомобиле ГИБДД. По информации издания, депутат вместе с патриархом Кириллом должен был вылететь из правительственного аэропорта «Внуково-3» в Афон.

### Обвинения во взяточничестве
В январе 2017 года девелопер Сергей Полонский обратился к генеральному прокурору России Юрию Чайке с требованием возбудить уголовное дело против депутатов Государственной думы Владимира Ресина и Слуцкого. По его словам, два депутата вымогали у него взятку и «за оформление контракта» получили 990 м² в пентхаусе «Кутузовской ривьеры». При этом Фонд борьбы с коррупцией оппозиционера Алексея Навального обнаружил у жены депутата Государственной думы России Леонида Слуцкого пентхаус стоимостью более 400 миллионов рублей. Утверждается, что квартира площадью 562 кв. метра располагается в элитном жилом комплексе «Кутузовская ривьера» в Москве. Расследование опубликовано на Youtube-канале Навального.

## Личная жизнь

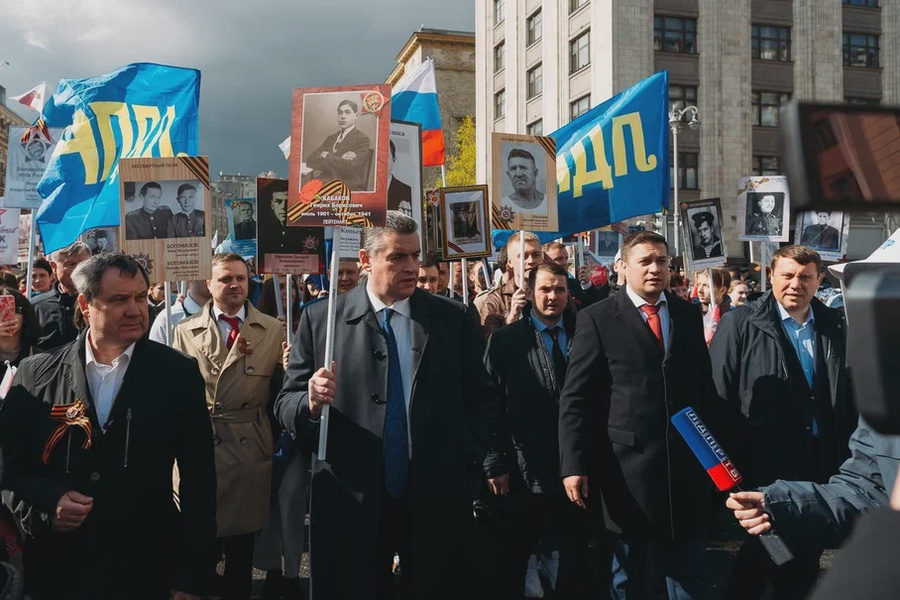
Участие Л. Э. Слуцкого в акции «Бессмертный полк» в Москве с портретом своего деда лейтенанта Генриха Борисовича Кабакова, участника Великой Отечественной войны

Леонид Слуцкий женат, дочь от первого брака — Ирина Слуцкая 1991 г. р., внук Леонид Слуцкий-младший. Младшая дочь — Лидия Слуцкая (род. 2010). Учится в Американской школе в Швейцарии (TASIS). Живёт с матерью преимущественно в Турции и Швейцарии.
В марте 2018 года журналистка Анна Монгайт выпустила репортаж об отношениях Слуцкого с певицей Зарой. В репортаже отмечается, что благодаря Слуцкому Зара сделала заметную политическую карьеру и в 2016 году получила почётное звание «Заслуженный артист Российской Федерации».

### Отношения с Русской православной церковью
11 июня 2011 года, в день православного праздника Троицы, депутат Слуцкий, никого заранее не предупредив, приземлился на территории Троице-Сергиевой лавры на вертолёте, «чем вызвал немалое удивление, переросшее в возмущение у прихожан и работников храма». Свой поступок депутат объяснил тем, что торопился на встречу с Патриархом Кириллом, но из-за пробок на Ярославском шоссе был вынужден воспользоваться услугами вертолётной компании.
Расследование «Дождя» указывает, что Слуцкий является председателем правления благотворительного фонда «Кронштадтский морской собор», который внёс 1,3 млрд рублей на восстановление Морского Никольского собора в родном для Светланы Медведевой Кронштадте. Одним из членов правления является Владимир Ресин, который занимается стройками для РПЦ. Через счета фонда только в 2013 году прошло более миллиарда рублей пожертвований, ушедших на строительство храмов.
Генеральный директор фонда Андрей Кононов является помощником депутата Слуцкого на общественных началах. В расследовании предполагается, что фонд финансировал повстанцев Донецкой Народной Республики. Кононов также встречался с руководством непризнанной республики, привезя с собой священников и иконы.
В расследовании называется ещё один непрозрачный фонд Слуцкого — «Российский фонд мира». Его саратовское отделение было замешано в махинациях с земельными участками и среди прочего получало в аренду пруд, на котором по документам планировало построить детский автодром.

## Собственность и доходы
Согласно официальным данным, Слуцкий получил в 2011 году доход в размере 1,9 млн рублей, в 2016 — 4,9 млн. Совместно с супругой Слуцкий владеет земельным участком 1,2 тыс. квадратных метров, жилым домом, тремя квартирами, нежилым помещением, автомобилями Bentley Continental Flying Spur, Bentley Bentayga, Mercedes-Maybach S500.

## Санкции
14 марта 2014 года Слуцкий попал в санкционный список Евросоюза за поддержку использования российских вооружённых сил в Украине и поддержку аннексии Крыма. В 2022 году Евросоюз расширил санкции, так как Слуцкий поддержал аннексию оккупированных территорий Украины.
17 марта 2014 года, на следующий день после Крымского референдума, Слуцкий был включён в санкционный список США «лиц, причастных к ситуации в Украине» и «за организацию визитов на аннексированный Россией полуостров лояльных Москве западных политиков».
24 февраля 2022 года внесён в санкционный список Канады «элит и близких соратников режима» за «голосование о признании независимости так называемых республик в Донецке и Луганске».
7 сентября 2022 года попал под санкции Украины за «поддержку незаконных попыток России аннексировать суверенную украинскую территорию путём проведения фиктивных референдумов».
30 сентября 2022 года был внесён в блокирующий санкционный список США в ответ на «фиктивные референдумы» и «аннексию территорий Украины российскими оккупационными силами». Государственный департамент отмечал, что депутаты единогласно приняли закон о фейках, а некоторые депутаты сыграли ключевую роль в распространении российской дезинформации о войне.
По аналогичным основаниям, после нападения России на Украину, включён в санкционные списки Великобритании, Швейцарии, Японии, Австралии и Новой Зеландии.

## Награды и звания

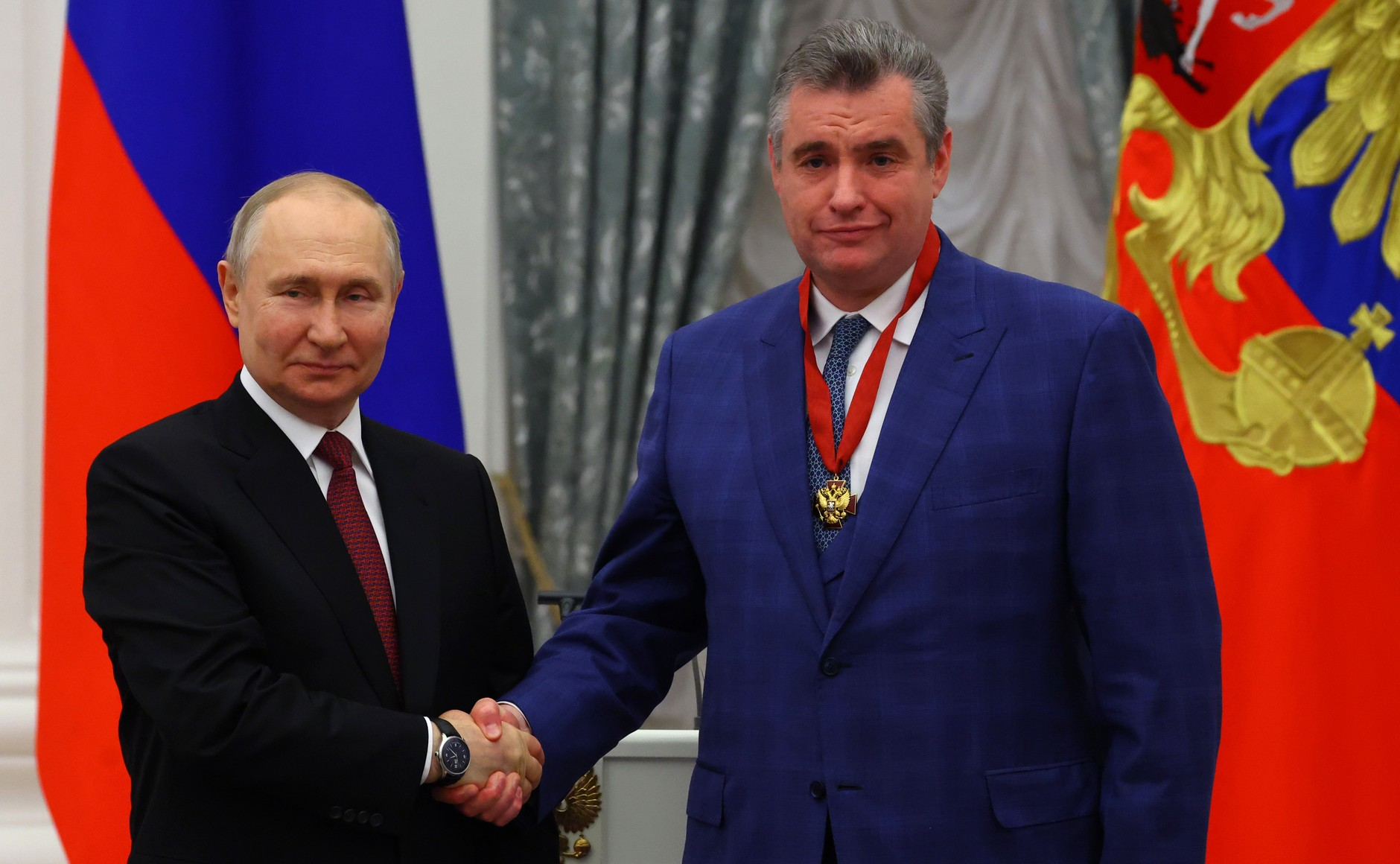
Президент России Владимир Владимирович Путин награждает Орденом «За заслуги перед Отечеством» III степени Леонида Слуцкого, руководителя фракции Либерально-демократической партии России в Государственной Думе, 2023 год

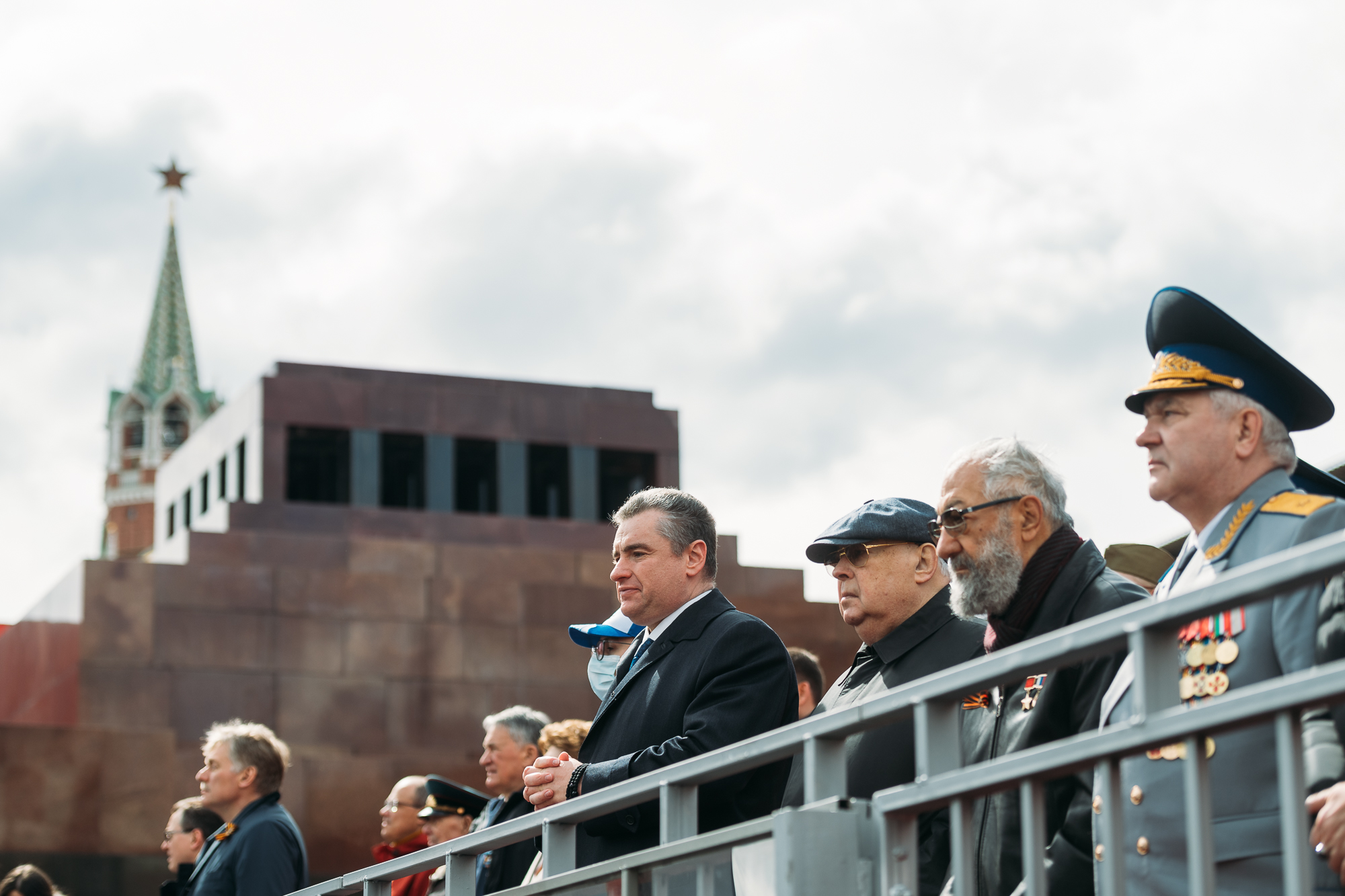
На Параде в честь 77-летия Великой Победы, 2022 г.

### Российские

#### Государственные
- Орден «За заслуги перед Отечеством» III степени (вручён 23 мая 2023 года)[123].
- Орден «За заслуги перед Отечеством» IV степени (2021 год; точная дата неизвестна, указ не опубликован) — за большой вклад в развитие парламентаризма, активную законотворческую деятельность и многолетнюю добросовестную работу[124][125].
- Орден Александра Невского (2016 год; точная дата неизвестна, указ не опубликован) — за многолетнюю законотворческую деятельность и укрепление позиции России на международной арене[126][127]. Вручён 10 марта президентом России Владимиром Путиным на церемонии в Кремле[128][129].
- Орден Почёта (18 апреля 2012 года) — за большой вклад в реализацию мероприятий по восстановлению Кронштадтского Морского собора во имя Святителя Николая Чудотворца[130]. Вручён 3 мая президентом России Дмитрием Медведевым на церемонии в Кремле[131][132].
- Орден Дружбы (29 декабря 2008 года) — за достигнутые трудовые успехи и многолетнюю добросовестную работу[133]. Вручён 5 марта 2009 года президентом России Дмитрием Медведевым на церемонии в Кремле[134][135].
- Медаль Столыпина П. А. II степени (21 декабря 2017 года) — за заслуги в законотворческой деятельности, направленной на решение стратегических задач социально-экономического развития страны[136]. Вручена 22 декабря премьер-министром России Дмитрием Медведевым на церемонии в Государственной думе[137][138][139].
- Почётная грамота Президента Российской Федерации (17 декабря 2011 года) — за большой вклад в реконструкцию, реставрацию, техническое оснащение и торжественное открытие федерального государственного бюджетного учреждения культуры «Государственный академический Большой театр России»[140].
- Благодарность Президента Российской Федерации (12 июня 2013 года) — за большой вклад в развитие российского парламентаризма и активную законотворческую деятельность[141].
- Благодарность Президента Российской Федерации (22 декабря 2017 года) — за активную законотворческую деятельность и многолетнюю добросовестную работу[142].
- Благодарность Правительства Российской Федерации (20 августа 2015 года) — за заслуги в законотворческой деятельности и многолетний добросовестный труд[143].

#### Региональные
- Орден имени Ахмата Кадырова (Чеченская Республика, 3 мая 2007 года) — за исключительные заслуги, связанные с развитием государственности, укреплением мира, дружбы и сотрудничества между народами, способствующие процветанию и славе Чеченской Республики[144].
- Медаль «100 лет образования Чеченской Республики» (Чеченская Республика, 5 октября 2022 года) — за заслуги перед Чеченской Республикой, активную деятельность, направленную на укрепление российской государственности[145].
- Орден «За верность долгу» (Республика Крым, 22 апреля 2015 года) — за мужество, патриотизм, активную общественно-политическую деятельность, личный вклад в укрепление единства, развитие и процветание Республики Крым и в связи с празднованием первой годовщины общекрымского референдума и воссоединения Крыма с Россией[146].
- Звание «Почётный гражданин Республики Крым» (Республика Крым, 19 мая 2021 года) — за выдающиеся личные заслуги, достигнутые в деле укрепления мира, развития взаимовыгодного сотрудничества, защиту конституционных прав и свобод жителей Республики Крым, активную деятельность, направленную на интеграцию Республики Крым в Российскую Федерацию[147].

#### Общественные
- Орден святого равноапостольного великого князя Владимира III степени (Русская православная церковь, 1996 год)[142][148].
- Орден преподобного Сергия Радонежского II степени (РПЦ, 1999 год)[142][149].
- Орден преподобного Сергия Радонежского III степеней (РПЦ, 2003 год)[142][149].
- Орден преподобного Серафима Саровского I степени (РПЦ, 2012 год)[142][149].
- Орден святого благоверного князя Даниила Московского II степени (РПЦ, 2018 год)[150][151].
- Медаль «МПА СНГ. 25 лет» (Межпарламентская ассамблея СНГ, 27 марта 2017 года) — за заслуги в деле развития и укрепления парламентаризма, за вклад в развитие и совершенствование правовых основ функционирования Содружества Независимых Государств, укрепление международных связей и межпарламентского сотрудничества[152]
- Памятный знак «МПА СНГ. 30 лет» (Межпарламентская ассамблея СНГ, 16 ноября 2023 года) — за заслуги в деле развития и укрепления парламентаризма, за вклад в развитие и совершенствование правовых основ функционирования Содружества Независимых Государств, укрепление международных связей и межпарламентского сотрудничества[153]
- Медаль «За укрепление парламентского сотрудничества в ОДКБ» (ОДКБ, 2021 год)[154]

### Иностранные
- Орден Почётного легиона степени офицера (Франция, 29 сентября 2006 года)[155]. Вручён в тот же день послом Франции в России Жаном Каде на церемонии во французском посольстве в Москве[156].
- Орден Гримальди степени кавалера (Монако, 17 ноября 2006 года)[157]. Вручён в тот же день князем Монако Альбером II на церемонии в Монако[158].
- Орден «Дружба» (Азербайджан, 2 мая 2009 года) — за особые заслуги в укреплении сотрудничества и взаимных связей между Азербайджанской Республикой и Российской Федерацией[159].
- Орден Почёта (Беларусь, 8 июня 2016 года) — за значительный личный вклад в укрепление дружественных отношений и сотрудничества между Республикой Беларусь и Российской Федерацией, становление Союзного государства, развитие экономических, научно-технических и культурных связей[160][161]. Вручён 3 июля послом Беларуси в России Игорем Петришенко на церемонии в белорусском посольстве в Москве[162][163][164].

## Публикации
Л. Э. Слуцкий — автор ряда научных работ по темам: инновации в современной экономике, евразийская интеграция, межпарламентское сотрудничество.
Монографии
- Развитие малого предпринимательства в российской экономике. — М. : Финансы и статистика, 2000. — 138, [2] с. : ил. ISBN 5-279-02423-6
- Противоречия и вызовы евразийской интеграции. Пути преодоления: монография / Валовая М. Д., Зубенко В. В., Константинова Е. А. и др.; под редакцией Л. Э. Слуцкого. — Москва: ИНФРА-М, 2018. — 249 с. — ISBN 978-5-16-013848-0.

Программные доклады
- ЛДПР - партия молодых! РИА Новости (23 мая 2023). Дата обращения: 30 декабря 2023.
- Идеология ЛДПР XXI века — антифашизм. РИА Новости (21 июня 2023). Дата обращения: 30 декабря 2023.
- Встреча с руководителями фракций Государственной Думы. Владимир Путин провел в Кремле встречу с руководителями фракций политических партий Государственной Думы. Доклад Л. Э. Слуцкого. Государственная Дума (16 декабря 2023). Дата обращения: 30 декабря 2023.

Интервью
- Анастасия Кирсанова, Мария Барановская. Леонид Слуцкий: ЛДПР пойдет в ногу со временем. ТАСС (1 июня 2022). Дата обращения: 27 декабря 2023.
- Леонид Слуцкий: «Мы не хотим, чтобы нас боялись, нас должны уважать» // Российская Федерация сегодня : журнал. — АНО «Парламентская газета», 2022. — Июнь (№ 6). — С. 14—17.